# Atech Grand Prix
Atech Grand Prix is een Brits autosportteam.
Het team is in 2007 opgericht als Hitech Junior Team door David Hayle, die zijn succesvolle Britse Formule 3-team Hitech Racing verkoct aan de Oostenrijkse zakenman Walter Grubmuller sr.
Aan het eind van 2009 werd de naam van het team veranderd in Atech Grand Prix.

## Carrière

### Superleague Formula

#### 2008
In 2008 ging Hitech deelnemen aan de Superleague Formula met de club Liverpool FC en de coureur Adrián Vallés. Vanaf de vijfde ronde op Vallelunga was Hitech ook constructeur van FC Porto met de coureur Tristan Gommendy. Liverpool eindigde op de vierde plaats in het kampioenschap en FC Porto op de zevende plaats. Liverpool behaalde twee overwinningen op Zolder en Estoril en FC Porto op Vallelunga.

#### 2009
In 2009 is Hitech opnieuw constructeur van Liverpool FC en FC Porto en de nieuwe club FC Midtjylland met als coureur Kasper Andersen. Bij FC Porto werd Gommendy in de vierde ronde vervangen door thuiscoureur Álvaro Parente. Liverpool werd kampioen, FC Porto eindigde als vijfde en FC Midtylland als veertiende. Liverpool behaalde een overwinning in de openingsronde op Magny-Cours en FC Porto behaalde twee overwinningen op Donington Park en Estoril. Het beste resultaat van FC Midtylland was een derde plaats in de laatste ronde op Jarama.

#### 2010
In 2010 nam Atech onder de nieuwe naam opnieuw deel aan de Superleague Formula, dit seizoen in samenwerking met Reid Motorsport. Aan het begin van het seizoen nemen de clubs Liverpool FC, Sporting Lissabon, AC Milan en FC Porto deel met Atech. James Walker, Frederic Vervisch (beiden Liverpool), Borja García, Andy Soucek (beiden Sporting Lissabon), Yelmer Buurman (AC Milan), Álvaro Parente en Earl Bamber (beiden FC Porto) waren de coureurs. Tijdens het seizoen stapten PSV Eindhoven en Olympique Lyonnais over naar Atech, met als coureurs Narain Karthikeyan, Hywel Lloyd, Adderly Fong, Earl Bamber, Esteban Guerrieri (allen PSV Eindhoven) en Tristan Gommendy (Olympique Lyonnais). Sporting Lissabon verliet na de zevende ronde Atech. Ook maakte een nieuw team zijn debuut bij Atech, namelijk Team China, dat alleen deelnam aan de twee Chinese raceweekenden. Voor dit team reden Qinghua Ma en Adderly Fong beiden één raceweekend.
AC Milan werd vijfde in het kampioenschap, met drie overwinningen op Magny-Cours (twee zeges inclusief de superfinale) en de Nürburgring.
FC Porto eindigde als zevende in het kampioenschap met vier overwinningen op de Nürburgring, in Beijing en in Navarra door Parente en de superfinale op Ordos door Bamber.
Liverpool wist zijn titel niet met succes te verdedigen en eindigde op een tiende positie. Ze behaalden wel twee zeges, de superfinale op Portimão en een ronde op Ordos; beide overwinningen werden behaald door Vervisch.
Sporting Lissabon eindigde op de vijftiende plaats in het kampioenschap, met als beste resultaat voor Atech een derde plaats op Brands Hatch door Soucek.
PSV Eindhoven eindigde op plek zestien met als beste resultaat voor Atech een overwinning op Brands Hatch, behaald door Karthikeyan. Ook was het de weekendwinnaar in Beijing, hier werd echter geen superfinale gereden door de slechte weersomstandigheden.
Olympique Lyonnais eindigde op de achttiende plek in het kampioenschap met als beste resultaat voor Atech een vierde plaats in Beijing.
Omdat Team China slechts in twee raceweekenden deelnam, eindigde het op een negentiende en laatste plaats in het kampioenschap met als beste resultaat een twaalfde plaats op Ordos, behaald door Ma.

#### 2011
In 2011 doet Atech weer mee aan de Superleague Formula. Het is nog niet bekend voor welke clubs Atech de constructeur gaat zijn, wel is bekend dat Filip Salaquarda een van de coureurs zal zijn.

### GP3

#### 2010
In 2010 gaat Atech ook deelnemen aan de nieuwe GP3 Series in samenwerking met CRS GP. Met als coureurs Patrick Reiterer, Roberto Merhi (vanaf de derde ronde de vervanger van Reiterer), Oliver Oakes en Vittorio Ghirelli wist het team op een zevende plaats in het constructeurskampioenschap te eindigen. Merhi behaalde het beste resultaat van het team, hij behaalde twee keer een tweede plaats in Valencia en op Spa-Francorchamps. Merhi eindigde als zesde in het kampioenschap als enige Atech-coureur die punten scoorde, Oakes eindigde op de 28e plaats met als beste resultaat een achtste plaats op Silverstone, Reiterer eindigde als 33e met als beste resultaat een veertiende plaats op Istanbul Park en Ghirelli eindigde op een 34e plaats met als beste resultaat een vijftiende plaats op de Hockenheimring.

#### 2011
In 2011 neemt Atech opnieuw deel aan de GP3. De twee coureurs die momenteel zijn vastgelegd, zijn Marlon Stöckinger en Nick Yelloly.